# 알렉스 페티퍼
알렉산더 리차드 "알렉스" 페티퍼(영어: Alexander Richard "Alex" Pettyfer 앨릭스 페티퍼[*], 1990년 4월 10일 ~ )는 잉글랜드의 배우이다.

## 출연 작품
- 버틀러: 대통령의 집사